# Android 12
Android 12 (кодовое название Android Snow Cone, Android S) — двенадцатая основная версия операционной системы Android и 19-я версия Android, мобильной операционной системы, разработанной Open Handset Alliance под руководством Google. Первая предварительная версия (бета-версия) для разработчиков была выпущена 18 февраля 2021 года. Финальная версия была выпущена 4 октября 2021 года.
Стабильная версия следующей операционной системы — Android 13, была выпущена 15 августа 2022 года.
Android 12 получил в основном положительные отзывы от пользователей, которые хвалили нововведения операционной системы, а также оптимизацию. Android 12 — вторая по популярности версия Android на смартфонах. По состоянию на ноябрь 2023 года ▲(+6,6) 18% (немного опережая Android 11, но значительно отставая от Android 13) устройств запускают Android 12 и ▲(+0,2) 0,2 % устройств запускают Android 12.1. Первыми телефонами с Android 12 были Google Pixel 6 и Pixel 6 Pro.

## История
Android 12 (внутреннее кодовое название Snow Cone) было анонсировано в блоге Android, опубликованном 18 февраля 2021 года. Предварительная версия для разработчиков была выпущена немедленно, а две дополнительные запланированы на следующие два месяца. После этого были запланированы четыре ежемесячных бета-релиза, начиная с мая, последний из которых достиг стабильной платформы в августе, а вскоре после этого стала общедоступной.

### Android 12.1/12L
В октябре 2021 года Google анонсировала Android 12L, промежуточный выпуск Android 12, включающий улучшения, характерные для складных телефонов, планшетов, экранов размером с настольный компьютер и Chromebook, а также модификации пользовательского интерфейса для его адаптации к большим экранам. Запуск был запланирован на начало 2022 года. Предварительная версия Android 12L для разработчиков была выпущена в октябре 2021 г., за ней последовали Beta 1 в декабре 2021 г., Beta 2 в январе 2022 г. и Beta 3 в феврале 2022 г. Стабильная версия Android 12L была выпущена для устройств с большими экранами 7 марта 2022 г. и в тот же день была выпущена как «Android 12.1» для смартфонов Pixel, помимо Pixel 6 и Pixel 6 Pro.

## Особенности

### Пользовательский интерфейс
Обновлён язык материального дизайна операционной системы под названием «Material You», который имеет более крупные кнопки, увеличенное количество анимации и новый стиль для виджетов домашнего экрана. Функция с внутренним кодовым названием «monet» позволяет операционной системе автоматически создавать цветовую тему для системных меню и поддерживаемых приложений, используя цвета обоев пользователя. Области умного дома и кошелька, добавленные в меню питания на Android 11, были перемещены на панель уведомлений.
Android 12 также имеет встроенную поддержку создания длинных скриншотов с прокруткой.

### Платформа
Повышена производительность системных служб, таких как WindowManager, PackageManager. Улучшена доступность системы для людей со слабым зрением.
В Android 12 добавлена поддержка пространственного звука и MPEG-H 3D Audio, а также поддержка перекодирования видео HEVC для обратной совместимости с приложениями, которые его не поддерживают.

### Конфиденциальность
Функции машинного обучения на уровне ОС изолированы в «Android Private Compute Core».
Теперь приложениям можно ограничить доступ только к «приблизительным» данным о местоположении, а не к «точным». К переключателям быстрых настроек добавлены элементы управления для отключения камеры и микрофона. Индикатор также будет отображаться на экране, если они активны.
Также при запуске приложений в Android 12 сначала отображается иконка приложения, а затем приложение продолжает запуск. Это немного замедляет процесс запуска приложения, но скорее всего лучше подходит для малопроизводительных устройств